# Rovdyr (film)
Rovdyr er en norsk gyser-thriller-film fra 2008, instrueret af Patrik Syversen og produceret af Torleif Hauge. Filmen foregår i 1974 og omhandler fire unge, som skal tilbringe en weekend i skoven. De fire stopper op ved en afsidesliggende kro, og på vej bort fra kroen samler de en kvindelig blaffer op. Hun virker stresset og kort tid efter de stopper bilen bliver de slået bevidstløse og vågner op i skoven. Det lader åbenbart til at de skal jagtes af lokale jægere. 

## Handling
Sommeren 1974. Fire unge mennesker; Camilla, hendes kæreste Roger og de to søskende Mia og Jørgen er på vej til en afslappende weekend i skoven. De befinder sig i ødemarken, bilturen er lang og stridigheder mellem de fire bobler til overfladen.
Under et stop på en afsidesliggende kro kommer de fire på kant med nogen af de lokale. Banden samler en ukendt kvindelig blaffer op på vej bort fra kroen. De har ikke været længe på vejen før blafferen vil stoppe bilen. Hun virker skræmt. Der er nogen derude, nogen som vil have fat i dem. 
Pludselig overrumples de fire, hvor kvinden og Mia bliver dræbt og de andre slås bevidstløse. De bliver bortført, og kort tid efter vågner de op dybt inde i skoven. Der er ingen i syne. Kun mørke træer. Herefter hører de lyden af et jagthorn. Nogle ukendte mænd bedriver en grusom jagt, og de er byttet.
De tidligere konflikter skydes til siden for flere umiddelbare problemstillinger. For jagten åbner for flere moralske valg, hvor hver enkelt først og fremmest må tænke på at redde sit eget liv. For her gælder det om at overleve, koste hvad det koste vil....

## Rolleliste
| Skuespiller           | Rolle          |
| --------------------- | -------------- |
| Henriette Brusgaard   | Camilla        |
| Jørn-Bjørn Fuller-Gee | Jørgen         |
| Kristofer Hivju       | Mand på caféen |
| Nini Bull T. Robsahm  | Mia            |
| Lasse Valdal          | Roger          |